# San Jerónimo (Tranvía de Tenerife)
San Jerónimo es el nombre de una de las paradas de la línea 2 del Tranvía de Tenerife. Se encuentra en la Avenida de Taco, en San Cristóbal de La Laguna, cerca del barrio de San Jerónimo, del cual toma su nombre. 
Se inauguró el 30 de mayo de 2009, cuando entró en servicio la línea.

## Accesos
- Avenida de Taco, pares
- Avenida de Taco, impares

## Líneas y conexiones

### Tranvía
| Línea | Origen    | Destino |
| ----- | --------- | ------- |
|       | La Cuesta | Tíncer  |

## Lugares próximos de interés
- Datos: Q6118943